# Lancelot Lionel Ware

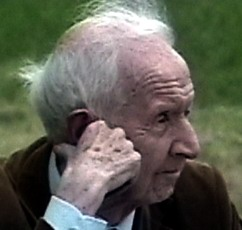
Lancelot Lionel Ware

Lancelot Lionel Ware (ur. 5 czerwca 1915 w Mitcham w Surrey, zm. 15 sierpnia 2000 w Surrey) – australijski prawnik, kawaler Orderu Imperium Brytyjskiego, znany jako jeden z założycieli Mensy, organizacji skupiającej ludzi o wysokim ilorazie inteligencji.